# Manalobe
Manalobe è una città e comune del Madagascar situata nel distretto di Betioky Sud, regione di Atsimo-Atsinanana. 
La popolazione del comune rilevata nel censimento 2001 era pari a 3 620 unità.